# Draba kotschyi
Draba kotschyi är en korsblommig växtart som beskrevs av Dionys Rudolf Josef Stur. Draba kotschyi ingår i släktet drabor, och familjen korsblommiga växter. Inga underarter finns listade i Catalogue of Life.